# Mont Soleil
Le mont Soleil est un sommet du massif du Jura. Situé en Suisse, il culmine à 1 291 mètres d'altitude.

## Géographie
Le mont Soleil est situé au nord-ouest du canton de Berne, juste au-dessus de Saint-Imier.
Le sol du mont Soleil est formé de couches de roches calcaires fortement inclinées, de sorte que l'eau pluviale s'écoule très rapidement.

## Histoire
Située à 1 280 m d’altitude dans la commune suisse de Saint-Imier, la station de Mont Soleil est née au début du XXe siècle, avec la construction d'un funiculaire et d'un grand hôtel.
La station fut dotée du premier réseau d'eau de la crête du Jura, grâce à une installation de pompage. Avant la première guerre mondiale, les hôtes provenaient de Bâle, du plateau suisse, de France et d'Allemagne.
Après la crise des années trente, on tenta de lui redonner vie en créant une station climatique disposant de sanatoriums.

## Activités

### Tourisme
La station de Mont-Soleil se voue aujourd’hui au tourisme pédestre, au VTT et au ski de randonnée.
Il y a également des pistes balisées pour la trottinette et les raquettes à neige.
La station est le lieu de compétitions sportives depuis 1905. En 1957, la station accueillit la Coupe Kurikkala, du nom de Jussi Kurikkala, un grand skieur de fond finlandais. Cette importante manifestation internationale réunissait l'élite du ski de fond d'Europe continentale.
Un téléski a été installé au niveau de la gare d'arrivée du funiculaire, entre 1 170 m et 1 290 m d'altitude.

### Manifestations
Le Mont-Soleil Open Air Festival s'y déroulait chaque année jusqu'en 2006.

### Énergies renouvelables

#### Centrale solaire
Les Forces motrices bernoises, le canton de Berne et Électrowatt ont construit une importante centrale solaire, mise en service le 28 avril 1992. D'une puissance de 500 kilowatts, elle est à même d'approvisionner 200 ménages en période d’ensoleillement. Lors de sa mise en service elle était la plus importante centrale photovoltaïque d'Europe.
L'installation sert principalement en tant que site de recherche et de démonstration dans le domaine de l'énergie photovoltaïque,.

#### Parc éolien
Depuis 1992, le parc éolien et photovoltaïque de Mont-Crosin/Mont-Soleil est le plus grand de Suisse avec 16 éoliennes exploitées par BKW,. La production d'électricité est estimée à 40 millions de kilowattheures par an.

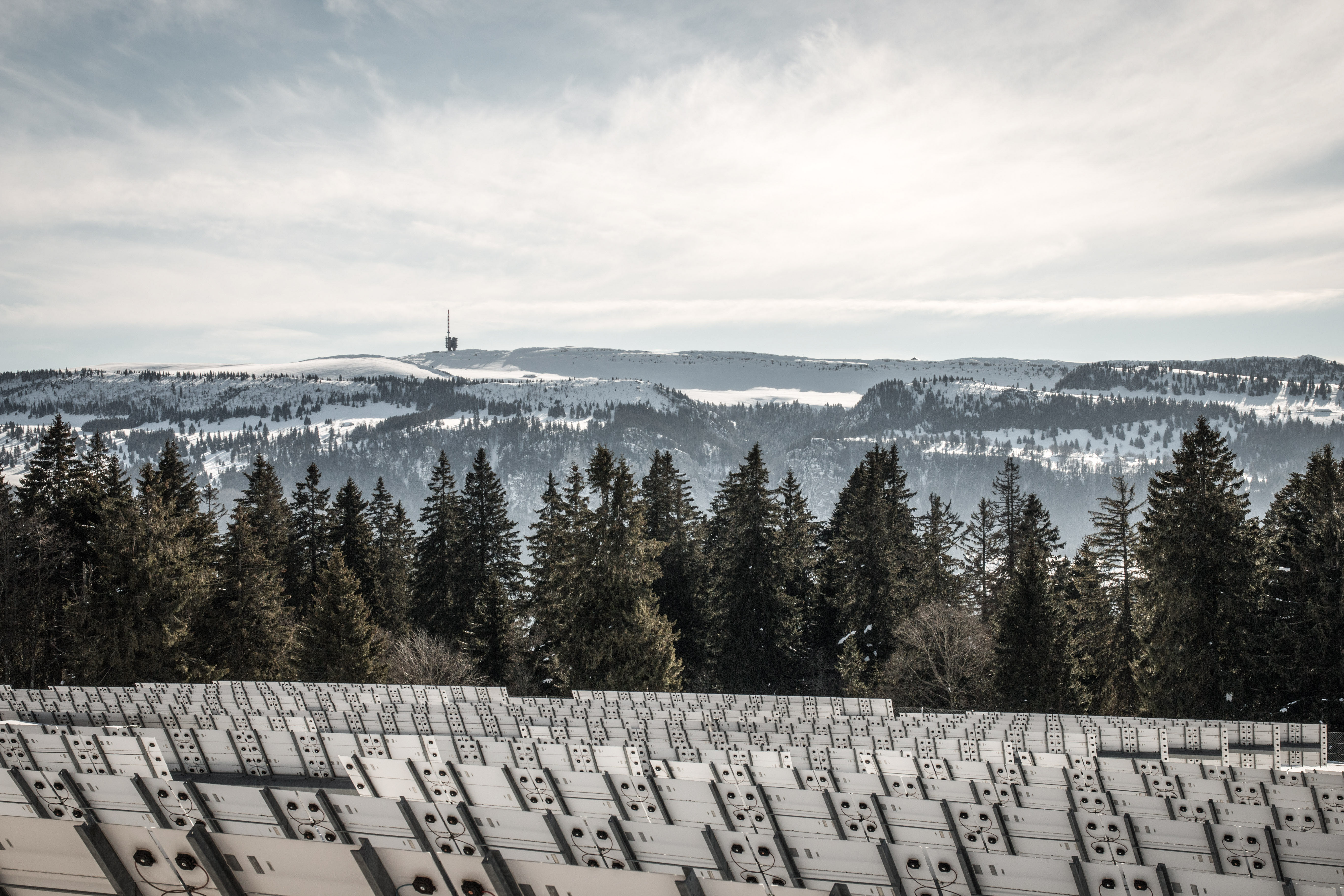
Vue du parc photovoltaïque du Chasseral.
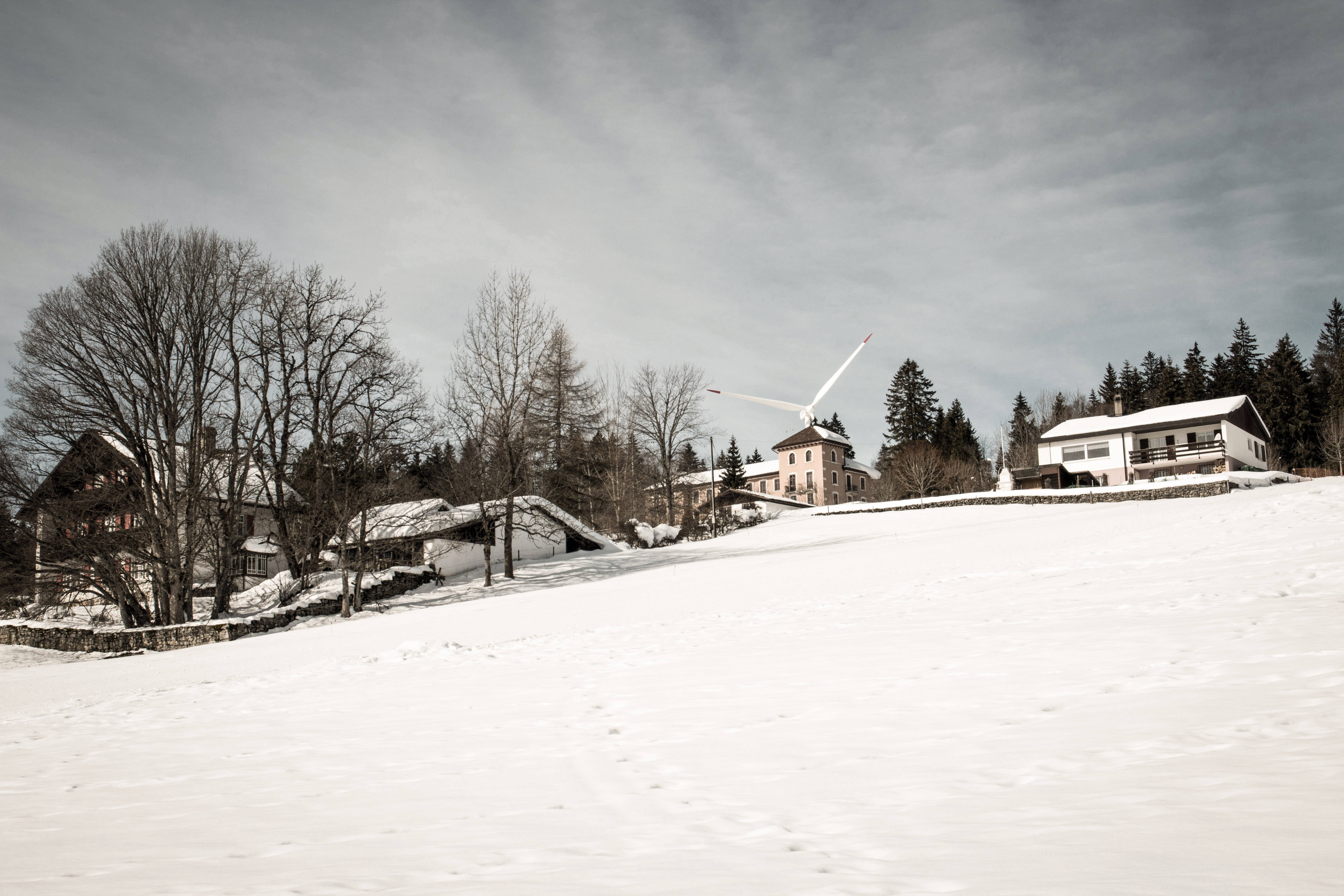
Vue du sommet avec une éolienne.
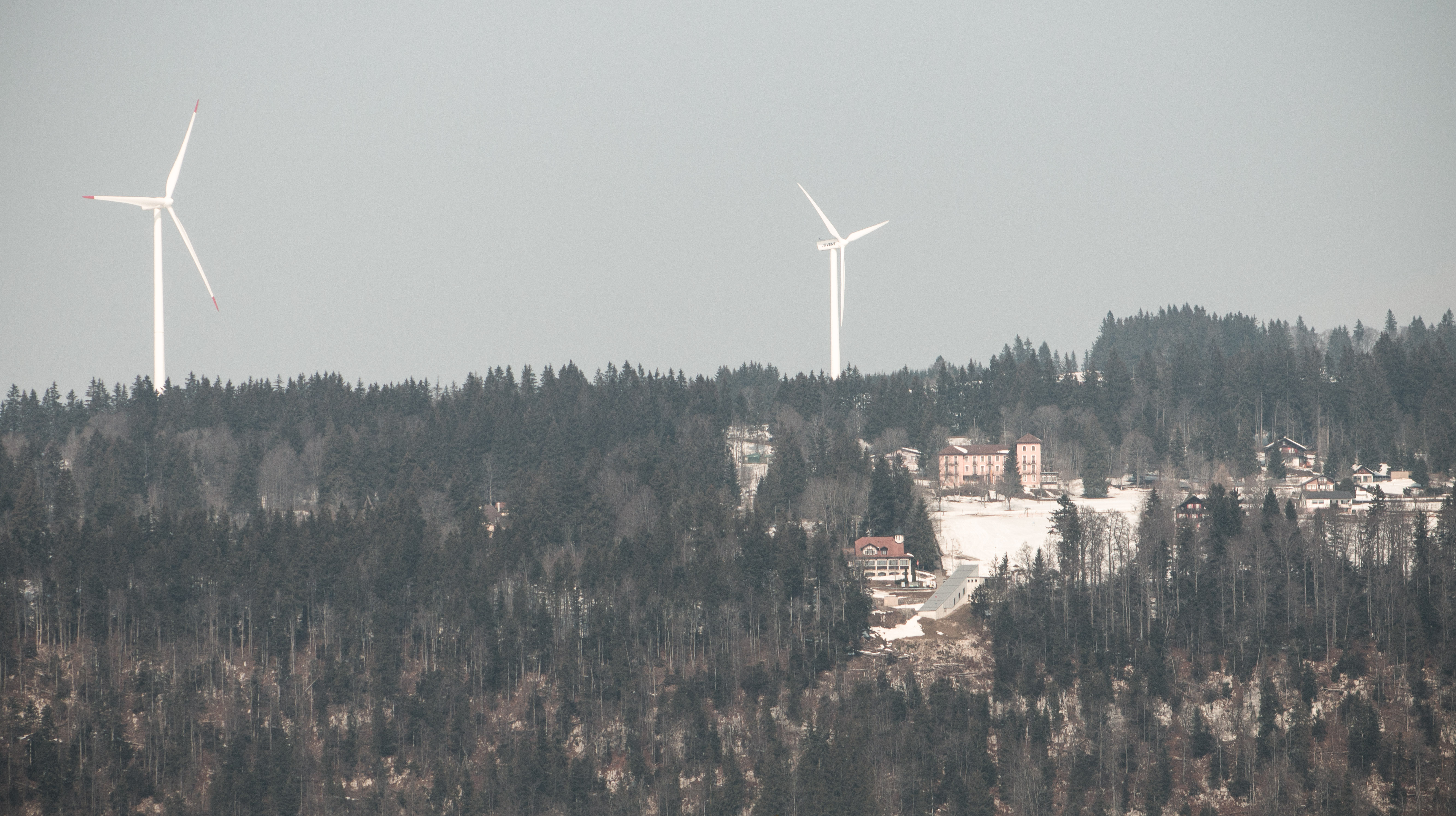
Vue du sommet avec des éoliennes.
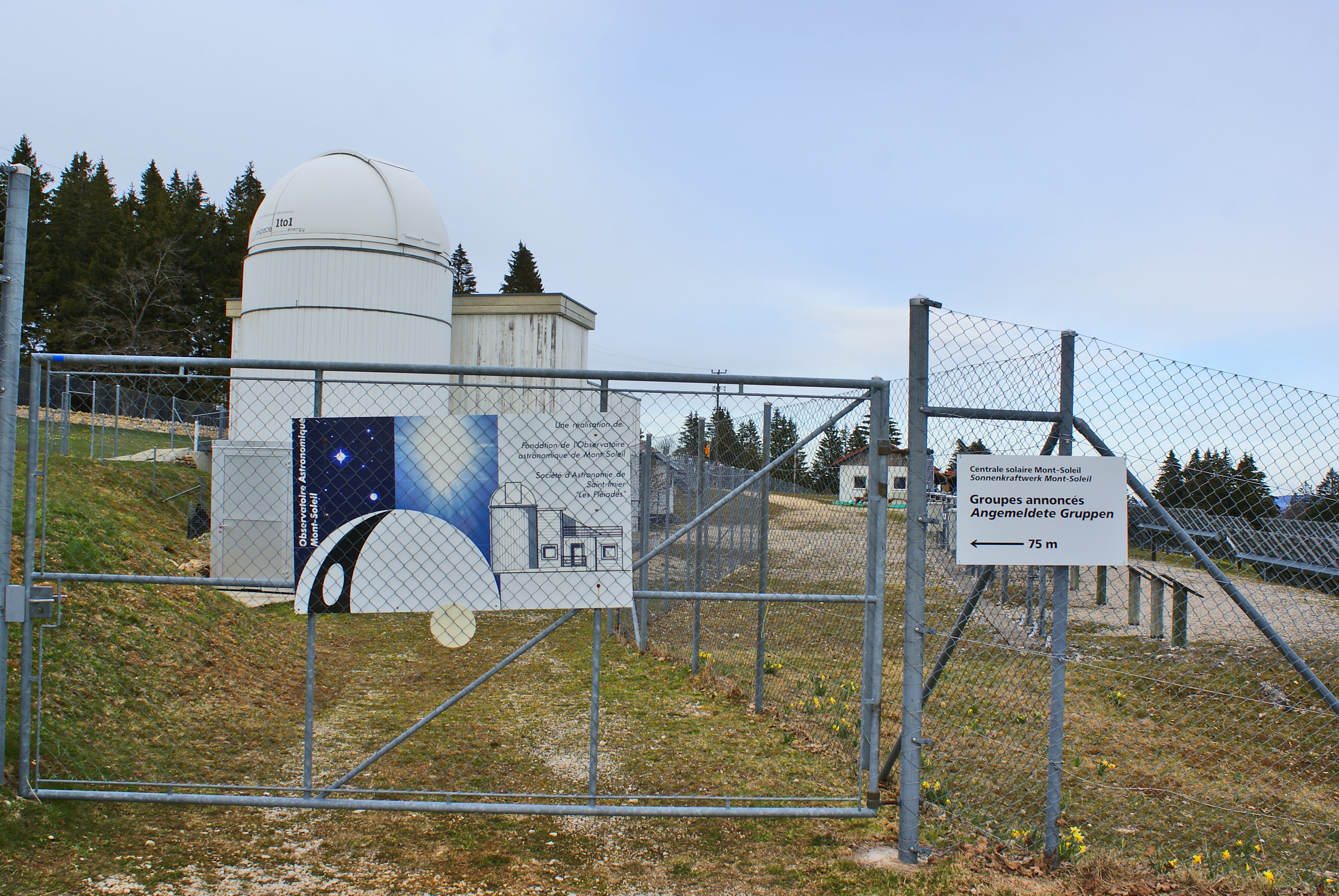
Observatoire astronomique.
Pension des Eloyes.
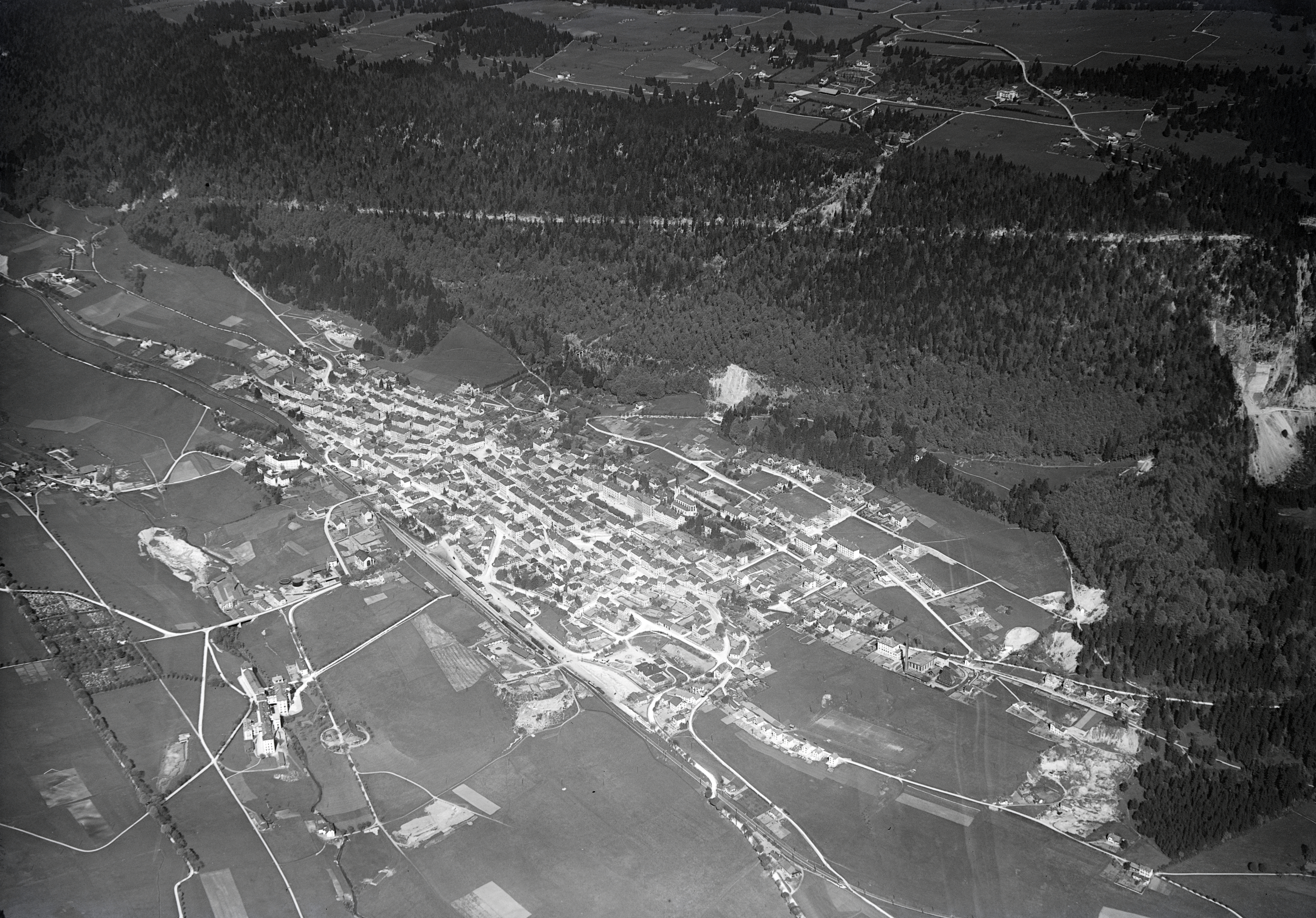
Vue aérienne de Saint-Imier et du mont Soleil.
Maison Peter Widmer.